# وليد سالم اللامي
وليد سالم (بالإنجليزية: Waleed Salem Al-Lami)‏؛ مواليد 5 يناير 1992 في العراق، هو لاعب كرة قدم عراقي سابق لعب لنادي الشرطة لمدة عشرة مواسم كلاعب دفاع. بدأ وليد سالم مسيرته الرياضية عام 2009 مع نادي الكهرباء العراقي.

## روابط خارجية
- وليد سالم اللامي على موقع قاعدة بيانات كرة القدم.إي يو (الإنجليزية)
- وليد سالم اللامي على موقع ناشيونال فوتبول تيمز (الإنجليزية)
- وليد سالم اللامي على موقع Soccerway.com (الإنجليزية)